# Mystrium oberthueri
Mystrium oberthueri é uma espécie de formiga do gênero Mystrium.